# 田面沢村
田面沢村（たのもざわむら）は埼玉県入間郡にあった村。

## 地理

### 隣接していた自治体
- 川越市
- 入間郡：大田村、山田村、霞ヶ関村、名細村

## 歴史
村名は当地方で古く「三芳野のたのむの雁」と歌に詠まれたことなどに由来する。

### 沿革
- 1889年（明治22年）4月1日 - 小室村、今成村、小ヶ谷村、野田村、野田新田が合併して田面沢村となる。
- 1914年（大正3年） - 東上鉄道（現在の東武東上線）が池袋から田面沢まで開通し田面沢駅が設置される。
- 1916年（大正5年） - 東上鉄道が入間川を渡り坂戸町駅まで延伸し、暫定駅であった田面沢駅は廃止される。
- 1939年（昭和14年）12月1日 - 川越市に編入される。

### 村域の変遷
| 1868年 以前 | 1868年 以前 | 1889年 (明治22) 4月1日 | 1939年 (昭和14) 12月1日 | 現在   |
| ----------- | ----------- | ---------------------- | ----------------------- | ------ |
|             | 小室村      | 田面沢村               | 川越市 に編入           | 川越市 |
|             | 今成村      | 田面沢村               | 川越市 に編入           | 川越市 |
|             | 小々谷村    | 田面沢村               | 川越市 に編入           | 川越市 |
|             | 野田新田    | 田面沢村               | 川越市 に編入           | 川越市 |
|             | 野田村      | 田面沢村               | 川越市 に編入           | 川越市 |
|             | 川越町      | 川越市                 |                         | 川越市 |

## 交通

### 鉄道
- 東上鉄道（ → 東武鉄道）
  - ■東上鉄道線（ → 東上本線）
    - 川越町駅（1922年〈大正11年〉12月1日に川越市駅へ改名）

川越町内に建設されたと思われがちであるが、敷地の大半は田面沢村内に存在した。敷地の大半が新座市にある志木駅と似たような状況である。
- 田面沢駅（1916年廃止）
- ※田面沢村廃止の約1年後の1940年7月22日に、旧・田面沢村域に国鉄川越線西川越駅が開業した。
- ※田面沢駅の営業時期は東上鉄道であり、東上鉄道は1920年7月22日東武鉄道と合併し東武鉄道になる。

## 地域
地域の説明は現代のものを含む。
- 小室（こむろ） ：現・大字小室。川越市立泉小学校がある。
- 今成（いまなり）：現・今成一丁目 - 四丁目。
- 小ヶ谷（おがや）：現・大字小ヶ谷。川越線西川越駅がある。かつては田面沢駅があったほか、入間川水泳場駅という夏季のみの臨時駅が大正から戦後まであった。
- 野田（のだ）：現在の野田町、田町、東田町など。川越市駅周辺。
- 野田新田（のだしんでん）：現・上野田町。
- 田面沢：この村名は川越市に編入されてからは行政上消滅しており、今では残っていない。JAの支店名に名を残している。

## 参考資料
- 角川日本地名大辞典